# Лажедан (Баия)
Лажедан (порт. Lajedão)  —  муниципалитет в Бразилии, входит в штат Баия. Составная часть мезорегиона Юг штата Баия. Входит в экономико-статистический микрорегион Порту-Сегуру. Население составляет 3111 человек на 2006 год. Занимает площадь 613,907 км². Плотность населения — 5,1 чел./км².

## Статистика
- Валовой внутренний продукт на 2003 год составляет 26 293 869,00 реалов (данные: Бразильский институт географии и статистики).
- Валовой внутренний продукт на душу населения на 2003 год составляет 8095,40 реалов (данные: Бразильский институт географии и статистики).
- Индекс развития человеческого потенциала на 2000 год составляет 0,639 (данные: Программа развития ООН).